# World Break: Aria of Curse for a Holy Swordsman
Seiken Tsukai no World Break (яп. 聖剣使いの禁呪詠唱 Сэйкэн цукай но ва:рудо бурэйку) — серия ранобэ, написанных Акамицу Авамурой и проиллюстрированных Рефейей. В 2015 году студией Diomedéa была создана аниме-адаптация, которая транслировалась на канале TV Tokyo с 11 января по 29 марта 2015 года. С июня 2014 года выпускается манга в жанре сёнэн компанией Kadokawa Shoten в журнале Comp Ace.

## Сюжет
Сюжет разворачивается в академии Аканэ, где учатся студенты, известные как Спасители. Силы, разделённые на Сироганэ и Куромы, являются перевоплощениями людей, которые жили в прошлом и теперь обладают сверх-способностями. Сироганэ обладают орудиями, в то время как Курома обладают волшебством в целях защиты; студенты обучены защищать людей от монстров под названием метапсихикалы, которые жестоко атакуют людей без разбора. История начинается от лица главного героя, Морохи Хаимуры, обладающего сверх-способностями Сироганэ и Куромы, которого выбрали, чтобы поступить в академию Аканэ. В академии он встречает Сацуки, неистовую девочку, которая очень хвастливая и уравновешенная.
Однажды, при посещении класса, чтобы проявить свои навыки, он присоединяется к элитной команде Академии Аканэ. Но школьная жизнь для школьника как не то, что все. Школьная жизнь Морохи начинает становиться перевёрнутой, когда в одном случае монстры начинают появляться посреди сообщества и атаковать людей.

## Персонажи
Мороха Хаимура (яп. 灰村諸葉 Хаимура Мороха) — главный персонаж. Он очень надёжен, несмотря на то, что он смущён, когда его дразнят. Он обладает памятью о двух предыдущих жизнях. Из-за наличия памятей он известен как Древний Дракон и обладает способностями Сироганэ и Куромы. Его оружие — катана Саратига.
Сэйю: Кайто Исикава
Сидзуно Урусибара (яп. 漆原静乃 Урусибара Сидзуно) — девушка в прошлой жизни Морохи и его правая рука. В отличие от Сацуки, она спокойна и уравновешена. Она обладает способностями Курома и использует тёмные искусства при борьбе с монстрами, способна замораживать монстров. Так же как и Сацуки, она хочет возобновить отношения с Морохой.
Сэйю: Аой Юки
Сацуки Рандзё (яп. 嵐城サツキ Рандзё: Сацуки) — девушка и бывшая сестра в прошлой жизни Морохи. Несмотря на кровное родство между ними, отношения не выходят за рамки родственных, но она всё-таки хочет возобновить отношения с Морохой.
Сэйю: Аяна Такэтацу
Мая Симон (яп. 四門摩耶 Симон Мая) — младшая сестра Мари, получившая силы в очень раннем возрасте. Хотя она служит ассистентом Мари, она главным образом отвечает за безопасность вокруг кампуса. Кроме того, чтобы быть хорошо осведомлённой почти о всём, она может также управлять автомобилем своей сестры.
Сэйю: Юй Огура
Елена Аршавина (яп. エレーナ・アルシャヴィナ Эрэ:на Арусяуина) — студентка из России и обученная убийца, у которой плохая репутация, очевидно поэтому она отсылает к своему мечу демона «Репладзан», который может использовать лёгкие навыки. Она приехала в Японию, чтобы убить Мороху, полагая, что её брат был бы уничтожен, если бы она перестала работать. Это оказалось ложью, поскольку она является единственным ребёнком в семье и была сиротой в раннем возрасте. Её памятью управлял подчинённый Василисы Кордэт. Будучи освобождённым от её меча, позже она влюбляется в Мороху.
Сэйю: Рэйна Уэда

## Издания

### Ранобэ
Первый том ранобэ был выпущен 15 ноября 2012 года издательством SB Creative. На октябрь 2015 года насчитывается 14 томов ранобэ.
| №  | Дата публикации      | ISBN                   |
| -- | -------------------- | ---------------------- |
| 1  | 15 ноября 2012 года  | ISBN 978-4-7973-7195-6 |
| 2  | 16 февраля 2013 года | ISBN 978-4-7973-7305-9 |
| 3  | 16 апреля 2013 года  | ISBN 978-4-7973-7363-9 |
| 4  | 12 августа 2013 года | ISBN 978-4-7973-7472-8 |
| 5  | 15 ноября 2013 года  | ISBN 978-4-7973-7523-7 |
| 6  | 17 февраля 2014 года | ISBN 978-4-7973-7556-5 |
| 7  | 15 мая 2014 года     | ISBN 978-4-7973-7741-5 |
| 8  | 8 августа 2014 года  | ISBN 978-4-7973-8016-3 |
| 9  | 14 ноября 2014 года  | ISBN 978-4-7973-8167-2 |
| 10 | 14 января 2015 года  | ISBN 978-4-7973-8248-8 |
| 11 | 13 февраля 2015 года | ISBN 978-4-7973-8234-1 |
| 12 | 12 июня 2015 года    | ISBN 978-4-7973-8332-4 |
| 13 | 8 августа 2015 года  | ISBN 978-4-7973-8481-9 |
| 14 | 14 октября 2015 года | ISBN 978-4-7973-8523-6 |

### Манга
Манга-адаптация начала выходить с июня 2014 года издательством Kadokawa Shoten. Первый том манги вышел 25 декабря 2014 года. На август 2015 года насчитывается 3 тома манги.
| № | Дата публикации      | ISBN                   |
| - | -------------------- | ---------------------- |
| 1 | 25 декабря 2014 года | ISBN 978-4-0410-2465-2 |
| 2 | 23 июня 2015 года    | ISBN 978-4-0410-2466-9 |
| 3 | 15 августа 2015 года | ISBN 978-4-0410-3339-5 |

### Аниме
Над аниме адаптацией занималась студия Diomedéa и транслировалась с 11 января по 29 марта 2015 года.

#### Список серий
| №  | Название серии                                                                      | Показ в Японии       |
| -- | ----------------------------------------------------------------------------------- | -------------------- |
| 1  | The Reincarnater «Тэнсэй сэси моно» (転生せし者)                                    | 11 января 2015 года  |
| 2  | Dwell within My Sword, Magic Flame «Вага Кэн ни Ядорэ ма Хомура» (我が剣に宿れ魔焔) | 18 января 2015 года  |
| 3  | The Netherworld Sorceress «Мэйфу но Мадзё» (冥府の魔女)                             | 25 января 2015 года  |
| 4  | White Knight Assault «Сиро киси кё:сю:» (白騎士強襲)                                | 1 февраля 2015 года  |
| 5  | We Are the Summer «we are the Natsu» (we are the 夏)                                | 8 февраля 2015 года  |
| 6  | We Are the Swords of Salvation «Варэра, кю:сэ но кэн нари» (我ら, 救世の剣なり)     | 15 февраля 2015 года |
| 7  | The Silver-haired Stranger «Гимпацу но Ихо:дзин» (銀髪の異邦人)                     | 22 февраля 2015 года |
| 8  | The Magic Sword and the Holy Sword «Макэн то сэйкэн» (魔剣と聖剣)                   | 1 марта 2015 года    |
| 9  | Journey To Siberia «Сибэриа-юки» (シベリア行)                                       | 8 марта 2015 года    |
| 10 | Battle at Yekaterinburg «Кэссэн Экатэримбуруку» (決戦・エカテリンブルク)            | 15 марта 2015 года   |
| 11 | The Nightmare from a Former Life «Акуму ва дзэнсэ ёри» (悪夢は前世より)             | 22 марта 2015 года   |
| 12 | Surpass Two Lives «Футацу но нама о коэ» (二つの生を越え)                           | 29 марта 2015 года   |